# فابیانو اولیویرا
فابیانو اولیویرا (به پرتغالی: Fabiano Monteiro de Oliveira) مهاجم اهل برزیل است که در شهر Seropédica و در تاریخ ۶ مارس ۱۹۸۷ به دنیا آمده‌است.
فابیانو اولیویرا در تیم‌های فوتبال فلامینگو سابقهٔ حضور دارد.